# In Liebe, Eure Hilde
In Liebe, Eure Hilde ist ein deutscher Spielfilm von Andreas Dresen aus dem Jahr 2024. Es handelt sich um eine Filmbiografie über Hilde Coppi, die mit ihrem Ehemann Hans der Widerstandsgruppe Rote Kapelle angehörte. Die Hauptrollen übernahmen Liv Lisa Fries und Johannes Hegemann. Das Werk wurde im Februar im Rahmen der Internationalen Filmfestspiele Berlin uraufgeführt. Der reguläre Kinostart war am 17. Oktober 2024. Bei der Verleihung des Deutschen Filmpreises 2025 gewann In Liebe, Eure Hilde den Filmpreis in Bronze in der Spielfilm-Kategorie, während Liv Lisa Fries ebenfalls ausgezeichnet wurde.

## Handlung
Berlin im Jahr 1942: Die 32-jährige Arzthelferin Hilde schließt sich einer Widerstandsgruppe an, die später unter dem Namen „Rote Kapelle“ Bekanntheit erlangen wird. Die unscheinbare junge Frau lernt zu dieser Zeit Hans Coppi kennen, in den sie sich verliebt und den sie später heiratet. Durch die Aktionen der Gruppe sind beide ständig der Gefahr einer Verhaftung ausgesetzt. Dennoch verbringen sie einen glücklichen Sommer miteinander. Schließlich werden die Gruppenmitglieder verhaftet. Die inzwischen schwangere Hilde wird von ihrem Mann getrennt und bringt den gemeinsamen Sohn Hans im Frauengefängnis Barnimstraße zur Welt. Kurz darauf wird sie zum Tode verurteilt. Die letzten Monate verbringt sie mit ihrem Sohn, um den sie sich aufopferungsvoll kümmert.

## Hintergrund
Für Andreas Dresen ist In Liebe, Eure Hilde der 28. realisierte Langfilm. Das Werk basiert auf der wahren Geschichte von Hilde Coppi (1909–1943), die mit ihrem Ehemann Hans (1916–1942) der Widerstandsgruppe Rote Kapelle angehörte. Beide zählten zu den mehr als 50 Mitgliedern, die zwischen 1942 und 1943 in Berlin-Plötzensee hingerichtet wurden. Den Stoff verarbeitete Laila Stieler zu einem Drehbuch. Für Dresen und sie ist der Film die achte gemeinsame Zusammenarbeit.
Für die Hauptrollen wurden Liv Lisa Fries als Titelheldin Hilde und der im Kino noch unerfahrene Theaterschauspieler Johannes Hegemann als Hans Coppi verpflichtet. In der Nebenrolle des Gefängnispfarrers Harald Poelchau agierte Alexander Scheer, der bereits in den beiden vorangegangenen Filmen Dresens mitgewirkt hatte. In weiteren Rollen sind unter anderem Lisa Wagner, Florian Lukas, Emma Bading, Sina Martens und Lena Urzendowsky zu sehen.
Die Dreharbeiten fanden von August bis Anfang Oktober 2022 in Berlin und Brandenburg statt. Brandenburger Drehorte waren Groß Köris, Ketzin, Schmergow, Krahnepuhl und Potsdam. In Brandenburgs Landeshauptstadt sind die Gefängnis-Szenen in der Gedenkstätte Lindenstraße entstanden. Als Kamerafrau fungierte Judith Kaufmann. Für den Schnitt zeichnete Jörg Hauschild verantwortlich, mit dem Dresen bereits bei früheren Projekten zusammengearbeitet hat.
In Liebe, Eure Hilde wurde von Claudia Steffen und Christoph Friedel (Pandora Film Produktion), in Koproduktion mit Cooky Ziesche (Rundfunk Berlin-Brandenburg – „Kinoinitiative Leuchtstoff“) und in Zusammenarbeit mit Arte (Barbara Häbe und Manuel Tanner), Ziegler Film (Regina Ziegler) und Iskremas (Andreas Dresen und Andreas Leusink) produziert. Gefördert wurde das Projekt mit Mitteln des Deutschen Filmförderfonds (1.020.000 Euro), der Beauftragten der Bundesregierung für Kultur und Medien, des Medienboards Berlin-Brandenburg (700.000 Euro), der Film- und Medienstiftung NRW (600.000 Euro) und der Filmförderungsanstalt (474.000 Euro).
Etwas mehr als 160.000 Kinobesucher sahen den Film. Der Film wurde mehrfach ausgezeichnet.

## Veröffentlichung
Die Uraufführung des Films (internationaler Titel: From Hilde, with Love) fand am 17. Februar 2024 im Rahmen der Internationalen Filmfestspiele Berlin statt. Dort wurde der Beitrag in den Hauptwettbewerb aufgenommen.
Der reguläre Kinostart in Deutschland erfolgte am 17. Oktober 2024 im Verleih von Pandora Film.

## Kritik
Filmjournalist Dieter Oßwald schreibt im Magazin Doppelpunkt: „Schwere Stoffe bringt er mit einer Leichtigkeit auf die Leinwand wie kaum ein anderer. Ob Senioren-Sex, Sterbehilfe, Gundermann oder Guantánamo – Andreas Dresen erweist sich in allen Genre-Sätteln mit seinen Empathie-Offensiven als verlässlicher Publikumsfänger. Klar, dass sein NS-Widerstands-Drama jenseits der üblichen Stereotype daherkommt.“
Fabian Wallmeier kritisiert im RBB, dass die Figuren und ihre Motivationen „blass“ bleiben, und ihre „tiefen Beweggründe für ihr politisches Handeln, ihr Mut und ihre Angst“ „weitestgehend im Dunkeln“ bleiben. Außerdem würde der Film nicht greifbar machen, was Hilde und Hans verbinde. Zudem ergäben die zahlreichen Zeitsprünge im Film „zwischen Kerkergrau und Sommerlicht“ keine produktiven Reibungen und würden nur verwirren.
Thomas Maiwald schreibt in Moviewolf, das Kinoplakat zu In Liebe, Eure Hilde erinnere an einen Ausflug. Dieses Versprechen löse der Film ein und schildere das Dritte Reich als „halb so schlimm“. Es sei enttäuschend, dass es in dem Film kaum eine Darstellung des (politischen) Klimas gebe, die Menschen weder in Angst vor dem Krieg noch vor den herrschenden Nazis zu sein scheinen, Hunger und Mangel nicht auftauchen, und das nächtliche Kleben von Widerstands-Zetteln als großer Spaß ende. Es sei „schade, dass der Film dem Publikum so wenig zumute“ und die Handlung bleibe als Drama wie auch als Liebesfilm zu kraftlos.
Tim Caspar Böhme von der taz meint, dass der „Freizeitcharakter“ der Gruppe so stark im Vordergrund stehe, dass man fast die politische Geschichte vergesse, und dass der Film „nichts von der Politisierung“ erzähle. Außerdem würde sich nicht erschließen, warum Dresen als heftigste Auftritte von Liv Lisa Fries eine Geburts- und eine Sexszene gewählt habe, „mit schreien hier und stöhnen da“.
Gunda Bartels findet im Berliner Tagesspiegel, dass dem Film jegliche „filmische Aufladung durch Heldenpathos und Suspense“ fehle. Er zeige, dass es bei Hilde Coppi „um Widerstand aus moralischem Anstand“ gehe und „nicht um eine ausgefeilte politische Agenda“, was einerseits das Zwingende nehme, aber „eine differenzierte Figur“ schaffe. Gleichzeitig schreibt sie, dass man „zu wenig über die historische Figur Hilde Coppi“ erfahre und der Film über die konspirativen Treffen der Gruppe und ihre Widerstandsarbeit „allzu rudimentär“ erzähle.
Matthias Schmidt vom Stern meint, dass Dresen ein „redlicher, empathischer Film“ gelungen sei, der von seiner Hauptdarstellerin Liv Lisa Fries „intensiv gespielt“ sei. Und doch „frage man sich, was Dresen eigentlich Neues zu erzählen habe? Nur die Liebe zählt? Nicht alle Nazis waren Monster?“, da Dresen bei der Verhaftung und im Gefängnis Hilde Coppi immer wieder auf „Spuren von Menschlichkeit“ treffen lasse. Der Film wirke vielleicht auch deshalb „etwas unbestimmt“.
Harald Pauli vom Focus ist insbesondere von der Hauptdarstellerin Liv Lisa Fries begeistert, ihr Spiel sei „eine Sensation“. Er meint, „sie ist der Film – mit Herz und Seele, Haut und Haar“. Der Film sei zudem ein „zutiefst emotionales Plädoyer für die Liebe in Zeiten von Hass und Krieg“, würde auf „gern verbreitete didaktische Mechanismen“ verzichten und käme „ohne alle Zutaten solcher Dritte-Reich-Stoffe wie Hakenkreuz-Fahnen, Klischee-Nazis, sadistische Gestapo-Schergen oder Freisler-Richter“ aus. Die „wundersame Maxime“ von Regisseur Dresen sei „Poesie vor Information“.
Alexandra Wach hebt im Filmdienst die außergewöhnliche Arbeit der Kamerafrau Judith Kaufmann hervor, die „für die Rückblenden helles Sommerlicht wählt, während die grobkörnigen Gefängnisinterieurs im Blaugrau erfrieren“. Statt für abgedroschene NS-Klischees interessiere sich Dresen vor allem „für die menschliche Seite eines jungen Lebens unter staatlichem Druck, für die Gründe der Entscheidung, gegen den Strom zu schwimmen“.

## Auszeichnungen
In Liebe, Eure Hilde erhielt eine Einladung in den Hauptwettbewerb der Berlinale 2024, blieb aber unprämiert. Im selben Jahr folgten Auszeichnungen auf dem Filmkunstfest Mecklenburg-Vorpommern als bester Spielfilm und für die beiden Hauptdarsteller Liv Lisa Fries und Johannes Hegemann. Bei der Verleihung des Deutschen Filmpreises 2025 erhielt Dresens Regiearbeit hinter September 5 und Die Saat des heiligen Feigenbaums den Filmpreis in Bronze als drittbester Spielfilm zuerkannt. Liv Lisa Fries gewann den Preis für die beste weibliche Hauptrolle.
Gewonnene Preise und Nominierungen im Überblick:
| Festival/Filmpreis (Auswahl)                | Kategorie                              | Resultat  | Preisträger/Nominierte                             |
| ------------------------------------------- | -------------------------------------- | --------- | -------------------------------------------------- |
| Berlinale (2024)                            | Goldener Bär – Bester Film             | Nominiert | Claudia Steffen, Christoph Friedel, Regina Ziegler |
| Deutscher Filmpreis (2025)                  | Bester Spielfilm – Filmpreis in Bronze | Gewonnen  | Claudia Steffen, Christoph Friedel, Regina Ziegler |
| Deutscher Filmpreis (2025)                  | Beste Regie                            | Nominiert | Andreas Dresen                                     |
| Deutscher Filmpreis (2025)                  | Bestes Drehbuch                        | Nominiert | Laila Stieler                                      |
| Deutscher Filmpreis (2025)                  | Beste weibliche Hauptrolle             | Gewonnen  | Liv Lisa Fries                                     |
| Deutscher Filmpreis (2025)                  | Bestes Kostümbild                      | Nominiert | Birgitt Kilian                                     |
| Deutscher Filmpreis (2025)                  | Bestes Maskenbild                      | Nominiert | Grit Kosse, Uta Spikermann, Monika Münnich         |
| Filmkunstfest Mecklenburg-Vorpommern (2024) | Bester Spielfilm – Fliegender Ochse    | Gewonnen  | Andreas Dresen                                     |
| Filmkunstfest Mecklenburg-Vorpommern (2024) | Beste darstellerische Leistung         | Gewonnen  | Liv Lisa Fries                                     |
| Filmkunstfest Mecklenburg-Vorpommern (2024) | Nachwuchsdarstellerpreis               | Gewonnen  | Johannes Hegemann                                  |

## Musikalische Gestaltung
Der Film verzichtet weitgehend auf musikalische Untermalung. Nur in zwei Szenen ist kurz Musik der Berliner Band 17 Hippies zu hören: einmal in der Mitte des Films, in der kurz Musik wie klassische Filmmusik auftaucht, und dann kurz vor Ende, in der sie auf einem Fest szenisch inszeniert wird.